# Hironari Miyazawa
Hironari Miyazawa (宮沢 弘成 Miyazawa Hironari?) (Tokio, 1927 - 2023) fue un físico nuclear y de partículas, conocido por su trabajo en el campo de la supersimetría, que fue propuesta por primera vez por Miyazawa en 1966 como posible simetría entre mesones y bariones.

## Biografía
Miyazawa estudió física y completó la carrera en 1950 en la Universidad de Tokio. Se incorporó a la facultad tras recibir su doctorado en 1953 también de la Universidad de Tokio, y se convirtió en profesor titular de física en 1968. En 1988 se trasladó a la Universidad Kanagawa e impartió clase allí hasta 1998. Desde entonces es profesor emérito en la Universidad de Tokio. Durante dichos periodos, también fue profesor visitante en la Universidad de Chicago y en la Universidad de Minnesota, y director del Meson Science Laboratory de la Universidad de Tokio.
Entre 1953 y 1955 fue investigador asociado en el Instituto para Estudios Nucleares de la Universidad de Chicago, donde llevó a cabo investigaciones en física nuclear teórica junto a Gregor Wentzel y Enrico Fermi.